# 湖南地方
湖南地方（韓語：호남 지방），是韩国的一个地区，相当于原来的全罗道。现在行政区划属于光州廣域市、全北特別自治道和全罗南道。湖南一詞的來源有兩說，一指碧骨堤湖以南，一指湖江（錦江）以南。
现在使用湖南这个名字命名的設施有湖南线和湖南高速公路，為該地與首尔、大田廣域市連結的主要运输通道。位于湖南地方第一大城光州的湖南大学亦以此為校名。